# Gilles Carle
Gilles Carle (Maniwaki, Quebec, Canadá, 31 de julio de 1928 - Granby, 28 de noviembre de 2009) fue un director de cine canadiense. Formó parte del grupo de directores que alumbraron el cine quebequés en la década de 1960 con una obra de ficción marcada por la ruptura de una sociedad católica tradicional con su pasado. Paradójicamente, este cineasta, el más prolífico de su generación, con una treintena de largometrajes y cortos, desmontó a través de su obra, violenta y sensual a la vez, el mito del regreso de la tierra, al que él mismo había sido ligado. El aspecto físico de Carle Gilles -llevaba gafas oscuras y cabellos largos - recordaba a un tipo de cowboy que había cambiado el fusil por una cámara.

## Biografía
Firme admirador del actor John Wayne, su obra está vinculada a la plena ascensión de Quebec hacia la modernidad, un proceso que se hizo con contradicciones y, también, con un cierto dolor. En 1965, Carle Gilles conoció su primer éxito con La vie heureuse de Léopold Z, el retrato de un ciudadano de Montreal la vigilia de Navidad. La carrera internacional de este cineasta empezó en 1968, cuando presentó en Cannes su filme Le viol de une jeune fille douce. 
Quizás una de sus películas más conocidas fue La vraie nature de Bernadette (1972), en la que una joven burguesa hippy deja la ciudad para instalarse en el campo. Allí conocerá a un ganadero antisistema e intentará enseñar a su hijo adolescente cómo disfrutar de la sexualidad, tema que cayó como una bomba en el Quebec profundo y tradicionalista.
Galardonado por los gobiernos de Quebec y Canadá, Carle ganó en 1989 la Palma de Oro de Cannes por su cortometraje 50 ans. A lo largo de su carrera, los temas que más le gustaron fueron la sexualidad, las mujeres y las dificultades de la vida cotidiana. Las mujeres no son mis musas. Cuando cambio de mujer, lo cambio todo: cambio de casa, de coche, de gato, y me sumerjo en un universo que me fascina, explicó Gilles Carle en 1995 al ser distinguido como Caballero de la Legión de Honor.
Pero el director vivió durante sus últimos años un gran drama en su propio cuerpo, la dolencia del Parkinson, que lo dejó recluido en una silla de ruedas y sin poder hablar.

## Filmografía

Motivo del filme «Les plouffe», de Gilles Carle.

- La Vie Heureuse De Leopold Z (1965)
- Le viol d'une Jeune Fille Douce (1968)
- Red (1970)
- La Vraie Nature de Bernadette -- The True Nature of Bernadette -- (1972)
- La Mort d'un Bucheron -- The Death of a Lumberjack -- (1973)
- La Tete de Normande St-Onge (1975)
- Fantastica -- Film d'ouverture du Festival de Cannes -- (1980)
- Les Plouffe (1981)
- The Great Chess Movie (1982)
- Maria Chapdelaine (1983)
- 50 ans (de l'ONF) -- The 50 years of the National Film Board of Canada -- (1989)
- La Postiere (1992)
- Pudding Chomeur (1996)
- Moi J'me fais mon Cinema (1999)

## Media
- National Film Board of Canada Collection (enlace roto disponible en Internet Archive; véase el historial, la primera versión y la última). (NFB) ((en inglés)) -- Collection del Office nationale lleva film lleva Canada (ONF)